# Béatrice d'Auxonne
 (octobre 2011).
 (octobre 2011).
Béatrice (ou Béatrix) d'Auxonne, dame de Marnay (1195-1261), fille d'Étienne II de Bourgogne, comte d'Auxonne et comte titulaire de Bourgogne et de Béatrice de Chalon, fut l'épouse de Simon de Joinville, la mère du célèbre chroniqueur du règne de St-Louis, le sénéchal Jean de Joinville, et la sœur de Jean Ier de Chalon l'Antique, comte de Bourgogne, d'Auxonne et de Chalon.
Étienne II d’Auxonne, épousa Béatrice de Chalon qui laissa son nom à sa descendance (voir son frère Jean Ier de Chalon). Comme son père, Béatrice d'Auxonne est aussi connue sous le nom de Béatrix de Chalon ou Béatrix de Bourgogne-Comté.

## Biographie

### La dot du château de Marnay
Marnay devint l'un des fiefs des  Chalon, branche cadette des comtes de Bourgogne, avec pour suzerain Étienne II lorsque ce dernier, comte d'Auxonne, devint également comte de Chalon par son épouse vers 1180. Le château de Marnay deviendra alors la dot et la résidence de sa fille Béatrice d'Auxonne, dame de Marnay.

### Mariage avec Aymon de Faucigny
En 1210, Béatrice d'Auxonne semble épouser Aymon, seigneur de Faucigny († 1253), fils d'Henri, seigneur de Faucigny, et de Comtesson de Genève. De ce mariage sont nés deux filles, :
- Agnès († 1268), mariée à Pierre (II), futur comte de Savoie ;
- Beatrix/Béatrice (1234-1251), mariée à Etienne (II) de Thoire et Villars.

En 1225, Béatrice d'Auxonne et citée dans une charte comme femme de Simon de Joinville, tandis qu'Aymon II de Faucigny se remarie avant 1231 avec Flotte de Royans. On ne peut que conclure à la dissolution du mariage, vers 1224. Cependant pour l'historien Matthieu de la Corbière, il est « difficile d'admettre que Béatrice de Bourgogne « se sépara » d'Aymon II de Faucigny pour épouser le sénéchal de Champagne », puisqu'il n'existe aucun acte de cette période sur le sujet. Il poursuit son analyse en observant que « les chartes des comtes de Bourgogne conservées pour cette époque ne présentent aucun document relatif au Faucigny ». Les auteurs du Régeste genevois (1866) annotaient, dans un acte de 1257, les liens de « Parenté entre les Joinville et les Faucigny. - Il est dit dans cet acte que Béatrix de Thoire, fille d'Aimon II de Faucigny, est sœur de Simon de Joinville. Le même degré de parenté est constaté entre le dit Simon et Agnès, autre fille d'Aimon de Faucigny, car elle l'appelle aussi son frère dans son testament du 9 août 1268. »

### Mariage avec Simon de Joinville
Alors que le comte Othon II de Bourgogne avait obtenu l'alliance du comte Thibaud VI de Champagne, Béatrice de Marnay épousa Simon, sire de Joinville et sénéchal de Champagne.
De leur union naquirent six enfants :
- Jean (ca 1224 † 1317), sire de Joinville, qui sera le chroniqueur de saint Louis ;
- Geoffroy († 1314), sire de Vaucouleurs, marié en 1252 avec Mathilde de Lacy, et qui sera la souche de la branche anglaise des Joinville, ou Genevile ;
- Simon († 1276), sire de Marnay, marié en 1252 avec Léonete de Genève[7], dame de Gex,  tige de la branche des seigneurs de Marnay et de Gex ;
- Guillaume, Archidiacre à Salins en 1258, prêtre à Arthimurchir, en Irlande vers 1260, puis doyen de Besançon entre 1261 et 1268 ;
- Marie, mariée avec Jean de Thil-Châtel ;
- Héloïse, mariée en 1255 avec Jean, sire de Faucogney et vicomte de Vesoul.